# Långsvansat murmeldjur
Långsvansat murmeldjur (Marmota caudata) är en däggdjursart som först beskrevs av Geoffroy 1844. Den ingår i släktet murmeldjur och familjen ekorrar.

## Beskrivning
Som alla murmeldjur är arten en stor, kompakt byggd gnagare med en bred fotbas och fötter med välutvecklade trampdynor och fem kraftiga, trubbiga klor på varje fot. Arterna för ett underjordiskt liv, och djuren kan röra sig smidigt genom tunnlarna trots sin storlek. Huvudet på det långsvansade murmeldjuret är platt, med en kraftig nacke, små öron, kraftiga morrhår och stora, högt sittande ögon. Hela kroppen är orangefärgad till ljusbrun, med liten skillnad mellan rygg- och buksida. Svansen är lång för att vara ett murmeldjur, med en svart spets. Längden är mellan 42,5 och 57 cm, exklusive den 18,5 till 27,5 cm långa svansen, och vikten varierar mellan 4,1 och 4,6 kg.

## Underarter
Catalogue of Life samt Wilson & Reeder (2005) skiljer mellan tre underarter:
- Marmota caudata caudata (Geoffroy, 1844)
- Marmota caudata aurea (Blanford, 1875)
- Marmota caudata dichrous (Anderson, 1875)

## Utbredning
Detta murmeldjur förekommer i Centralasien, nordvästra Sydasien och västra Kina från Afghanistan, norra Pakistan, Kirgizistan, Tadzjikistan, troligtvis Uzbekistan, Kazakstan, nordvästra Indien till den autonoma regionen Xinjiang i Kina.

## Ekologi
Marmota caudata lever i bergsområden på höjder mellan 1 400 och 5 500 meter över havet. Habitatet utgörs av bergsängar eller buskskogar samt klippiga områden med glest fördelade små träd av ensläktet. Individerna är dagaktiva, men går vanligen ovan jord endast under morgon och skymning. Resten av tiden, mellan 16 och 20 timmar per dygn, även under sommaren, tillbringar de i sina underjordiska gångsystem, som är mycket komplexa. Arten sover vintersömn, som de tillbringar i en särskild håla i sitt gångsystem. Ingången till denna håla stängs med en propp av jord, grus och spillning för att bevara värmen. Individerna kan tillbringa så mycket som 6 månader i denna håla.

### Fortplantning
Litet är känt om artens fortplantning. De flesta andra murmeldjur tenderar att vara polygyna, det vill säga att en hane bildar grupp med flera honor men den här arten har oftast iakttagits i monogama situationer med en hane och en hona. Den har även påträffats i sociala grupper om upp till 7 vuxna individer med mer än en hona, men i sådana grupper har endast en hona ungar. Båda könen blir könsmogna omkring 2 års ålder. Honan föder mellan 2 och 5 outvecklade ungar efter en dräktighet mellan 30 och 35 dygn. Sent i april till början av maj visar de sig för första gången ovan jord.
Totala livslängden är inte känd, men andra arter i samma släkte kan bli mellan 13 och 15 år.

### Föda och predation
Det långsvansade murmeldjuret är växtätare, och lever av olika gräsarter och gröna växtdelar som blad. De förefaller att föredra det senare. Själv utgör arten föda åt många djur, som björnar, förvildade hundar, vargar, och framför allt örnar, i synnerhet kungsörn. Det är främst ungdjuren som tas, även om det förekommer att björnar gräver ut hela bon.

## Bevarandestatus
IUCN kategoriserar arten globalt som livskraftig, och populationen är stor. Ingenting är emellertid känt om populationens status, och IUCN anger som lokala hot habitatförlust till följd att artens habitat nyttjas som betesmarker och för uppodling, samt i vissa områden jakt, både som föda och i naturmedicinska syften.